# Religión en Nueva Zelanda
La religión en Nueva Zelanda abarca una amplia gama de grupos y creencias. A pesar de una disminución significativa, el cristianismo es la religión más común, con el 38,6 por ciento de la población en el censo de Nueva Zelanda de 2018 declarando una afiliación. El hinduismo es la segunda religión más grande con 2.6% de la población y el sijismo es la religión de más rápido crecimiento.  Alrededor del seis por ciento de la población está afiliada a religiones no cristianas, mientras que casi la mitad (48,6 por ciento) de los neozelandeses declararon que no tenían religión en el censo más reciente, y el 6,7 por ciento no hizo ninguna declaración.
Antes de la colonización europea, la religión de la población indígena maorí era animista. El primer servicio cristiano fue realizado por un sacerdote francés Paul-Antoine Léonard de Villefeix, el día de Navidad de 1769. [10] Los esfuerzos posteriores de misioneros como Samuel Marsden resultaron en que la mayoría de los maoríes se convirtieran al cristianismo. La mayoría de los inmigrantes europeos del siglo XIX provenían de las islas británicas, estableciendo las tres denominaciones cristianas británicas dominantes en Nueva Zelanda: anglicanismo, catolicismo y presbiterianismo. Hubo una tendencia de los inmigrantes escoceses a establecerse en Otago y Southland al ver que el presbiterianismo predominaba en estas regiones, mientras que el anglicanismo predominaba en otros lugares, y el efecto de esto todavía se ve en las estadísticas de afiliación religiosa en la actualidad. El porcentaje de neozelandeses que afirmaron estar afiliados al cristianismo en 2008 fue del 48%, aunque la asistencia regular a la iglesia probablemente fue más cercana al 15 por ciento. 
El número de personas afiliadas al cristianismo ha disminuido desde la década de 1990, y las que afirman que no tienen afiliación religiosa han aumentado. Con el aumento de la inmigración a Nueva Zelanda, especialmente desde Asia, el número de personas afiliadas a religiones no cristianas ha aumentado en gran medida.
Nueva Zelanda no tiene una religión estatal o una iglesia establecida, aunque se requiere que el anglicanismo sea la religión del monarca de Nueva Zelanda (quien se llama "Defensor de la fe"). La libertad de religión ha sido protegida desde la firma del Tratado de Waitangi.
| Religión                                                | 2018 census | 2018 census | 2013 Censo | 2013 Censo | 2006 Censo | 2006 Censo | 2001 Censo | 2001 Censo | Tedencias     |
| Religión                                                | Fieles      | %           | Fieles:    | %          | Fieles:    | %          | Fieles:    | %          | 2001–18       |
| ------------------------------------------------------- | ----------- | ----------- | ---------- | ---------- | ---------- | ---------- | ---------- | ---------- | ------------- |
| Cristianismo                                            | 1 738 638   | 37.31       | 1 858 977  | 47.65      | 2 027 418  | 54.16      | 2 043 843  | 58.92      | Decrecimiento |
| Catolicismo                                             | 471 030     | 10.11       | 492 105    | 12.61      | 508 437    | 13.58      | 485 637    | 14.00      | Decrecimiento |
| Anglicano                                               | 314 913     | 6.76        | 459 771    | 11.79      | 554 925    | 14.82      | 584 793    | 16.86      | Decrecimiento |
| Cristiano no Definido                                   | 307 926     | 6.61        | 216 177    | 5.54       | 186 234    | 4.97       | 192 165    | 5.54       | Crecimiento   |
| Presbiteriano                                           | 242 907     | 5.21        | 330 516    | 8.47       | 400 839    | 10.71      | 431 139    | 12.43      | Decrecimiento |
| Pentecostal                                             | 81 624      | 1.75        | 74 256     | 1.90       | 79 155     | 2.11       | 67 182     | 1.94       | Decrecimiento |
| Metodismo                                               | 72 747      | 1.56        | 102 879    | 2.64       | 121 806    | 3.25       | 120 546    | 3.48       | Decrecimiento |
| Santos de los Últimos Días                              | 54 123      | 1.16        | 40 728     | 1.04       | 43 539     | 1.16       | 39 915     | 1.15       |               |
| Bautista                                                | 39 030      | 0.84        | 54 345     | 1.39       | 56 ,913    | 1.52       | 51 423     | 1.48       | Decrecimiento |
| Evangélico                                              | 38 127      | 0.82        | 15 381     | 0.39       | 13 836     | 0.37       | 11 016     | 0.32       | Crecimiento   |
| Testigos de Jehová                                      | 20 061      | 0.43        | 17 931     | 0.46       | 17 910     | 0.48       | 17 829     | 0.51       | Decrecimiento |
| Adventista                                              | 18 510      | 0.40        | 17 085     | 0.44       | 16 191     | 0.43       | 14 868     | 0.43       | -             |
| Hermanos de Religión                                    | 14 160      | 0.30        | 18 624     | 0.48       | 19 617     | 0.52       | 20 397     | 0.59       | Decrecimiento |
| Iglesia Ortodoxa                                        | 13 866      | 0.30        | 13 806     | 0.35       | 13 194     | 0.35       | 9576       | 0.28       | -             |
| Cristianos asiáticos                                    | 10 203      | 0.22        | 132        | <0.01      | 195        | 0.01       | 195        | 0.01       | Crecimiento   |
| Protestantismo                                          | 8544        | 0.18        | 4998       | 0.13       | 3954       | 0.11       | 2787       | 0.08       | Crecimiento   |
| Ejército de Salvación                                   | 7929        | 0.17        | 9162       | 0.23       | 11 493     | 0.31       | 12 618     | 0.36       | Decrecimiento |
| Iglesia Unida / Unión y Ecuménica                       | 3693        | 0.08        | 999        | 0.03       | 1419       | 0.04       | 1389       | 0.04       | -             |
| Luteranismo                                             | 3585        | 0.08        | 3903       | 0.10       | 4476       | 0.12       | 4314       | 0.12       | -             |
| Iglesias de Cristo                                      | 3258        | 0.07        | 2145       | 0.05       | 2991       | 0.08       | 3270       | 0.09       | -             |
| Otro Cristianismo                                       | 12 402      | 0.27        | 3714       | 0.10       | 3798       | 0.10       | 3558       | 0.10       | Crecimiento   |
| Hinduismo                                               | 123 534     | 2.65        | 89 319     | 2.11       | 64 392     | 1.72       | 39 798     | 1.15       | Crecimiento   |
| Religiones, creencias y filosofías maoríes              | 62 634      | 1.34        | 52 947     | 1.36       | 65 550     | 1.75       | 63 597     | 1.83       | Decrecimiento |
| Rātana                                                  | 43 821      | 0.94        | 40 353     | 1.03       | 50 565     | 1.35       | 48 975     | 1.41       | Decrecimiento |
| Ringatū                                                 | 12 336      | 0.26        | 13 272     | 0.34       | 16 419     | 0.44       | 15 291     | 0.44       | Decrecimiento |
| Religiones maoríes (no más definidas)                   | 3699        | 0.08        | 0          | 0.00       | 0          | 0.00       | 0          | 0.00       | Crecimiento   |
| Pai Mārire                                              | 1194        | 0.03        | 0          | 0.00       | 0          | 0.00       | 0          | 0.00       | -             |
| Otras Religiones Maoríes                                | 1584        | 0.03        | 0          | 0.00       | 0          | 0.00       | 0          | 0.00       | -             |
| Islam                                                   | 61 455      | 1.32        | 46 149     | 1.18       | 36 072     | 0.96       | 23 631     | 0.68       | Crecimiento   |
| Budismo                                                 | 52 779      | 1.13        | 58 404     | 1.50       | 52 362     | 1.40       | 41 634     | 1.20       | Decrecimiento |
| Sijismo                                                 | 40 908      | 0.88        | 19 191     | 0.49       | 9507       | 0.25       | 5199       | 0.15       | Crecimiento   |
| Espiritualismo y Religiones con la nueva era            | 19 695      | 0.42        | 18 285     | 0.47       | 19 800     | 0.53       | 16 062     | 0.46       | -             |
| Espitualismo                                            | 8262        | 0.18        | 7776       | 0.20       | 7743       | 0.21       | 5856       | 0.17       | -             |
| Naturaleza y religiones basadas en la tierra            | 6582        | 0.14        | 5943       | 0.15       | 7125       | 0.19       | 5838       | 0.17       | -             |
| Satanismo                                               | 1149        | 0.02        | 840        | 0.02       | 1,164      | 0.03       | 894        | 0.03       | -             |
| Nueva Era                                               | 363         | 0.01        | 441        | 0.01       | 669        | 0.02       | 420        | 0.01       | -             |
| Cienciologia                                            | 321         | 0.01        | 318        | 0.01       | 357        | 0.01       | 282        | 0.01       | -             |
| Otras religiones de la Nueva Era                        | 3018        | 0.06        | 3015       | 0.08       | 2871       | 0.08       | 2784       | 0.08       | -             |
| Judaísmo                                                | 5,274       | 0.11        | 6,867      | 0.18       | 6,858      | 0.18       | 6,636      | 0.19       | Decrecimiento |
| Otras                                                   | 11 079      | 0.24        | 15,054     | 0.39       | 14 943     | 0.40       | 13 581     | 0.39       | Decrecimiento |
| Baha'i                                                  | 2925        | 0.06        | 2634       | 0.07       | 2772       | 0.07       | 2988       | 0.09       | -             |
| Teísmo                                                  | 2607        | 0.06        | 1782       | 0.05       | 2202       | 0.06       | 1491       | 0.04       | -             |
| Religión Tradicional China                              | 1,491       | 0.03        | 906        | 0.02       | 912        | 0.02       | 1,269      | 0.04       | -             |
| Otras Religiones                                        | 1434        | 0.03        | 5202       | 0.13       | 4830       | 0.13       | 4641       | 0.13       | Decrecimiento |
| Zoroastrista                                            | 1068        | 0.02        | 972        | 0.02       | 1071       | 0.03       | 486        | 0.01       | -             |
| Jainismo                                                | 612         | 0.01        | 207        | 0.01       | 111        | <0.01      | 57         | <0.01      | -             |
| Religiones Japonesas                                    | 588         | 0.01        | 423        | 0.01       | 384        | 0.01       | 303        | 0.01       | -             |
| Religiones no declaradas                                | 354         | 0.01        | 333        | 0.01       | 258        | 0.01       | 351        | 0.01       | -             |
| Total de personas con al menos una afiliación religiosa | 2 083 107   | 44.70       | 2 146 167  | 53.64      | 2 271 921  | 60.69      | 2 232 564  | 64.36      | Decrecimiento |
| Sin religión                                            | 2 264 601   | 48.59       | 1 635 345  | 41.92      | 1 297 104  | 34.65      | 1 028 049  | 29.64      | Crecimiento   |
| Sin Respuesta                                           | 312 795     | 6.71        | 173 034    | 4.44       | 242 607    | 6.48       | 239 241    | 6.90       | Crecimiento   |
| Total Censo:                                            | 4,660,503   | 100.0       | 3 901 167  | 100.00     | 3 743,655  | 100.00     | 3 468 813  | 100.00     |               |
| No incluidas en otra parte                              | 39 252      |             | 347 301    |            | 292 974    |            | 287 376    |            |               |
| Población total                                         | 4 699 755   |             | 4 242 048  |            | 4 027 947  |            | 3 737 277  |            |               |

## Cristianismo

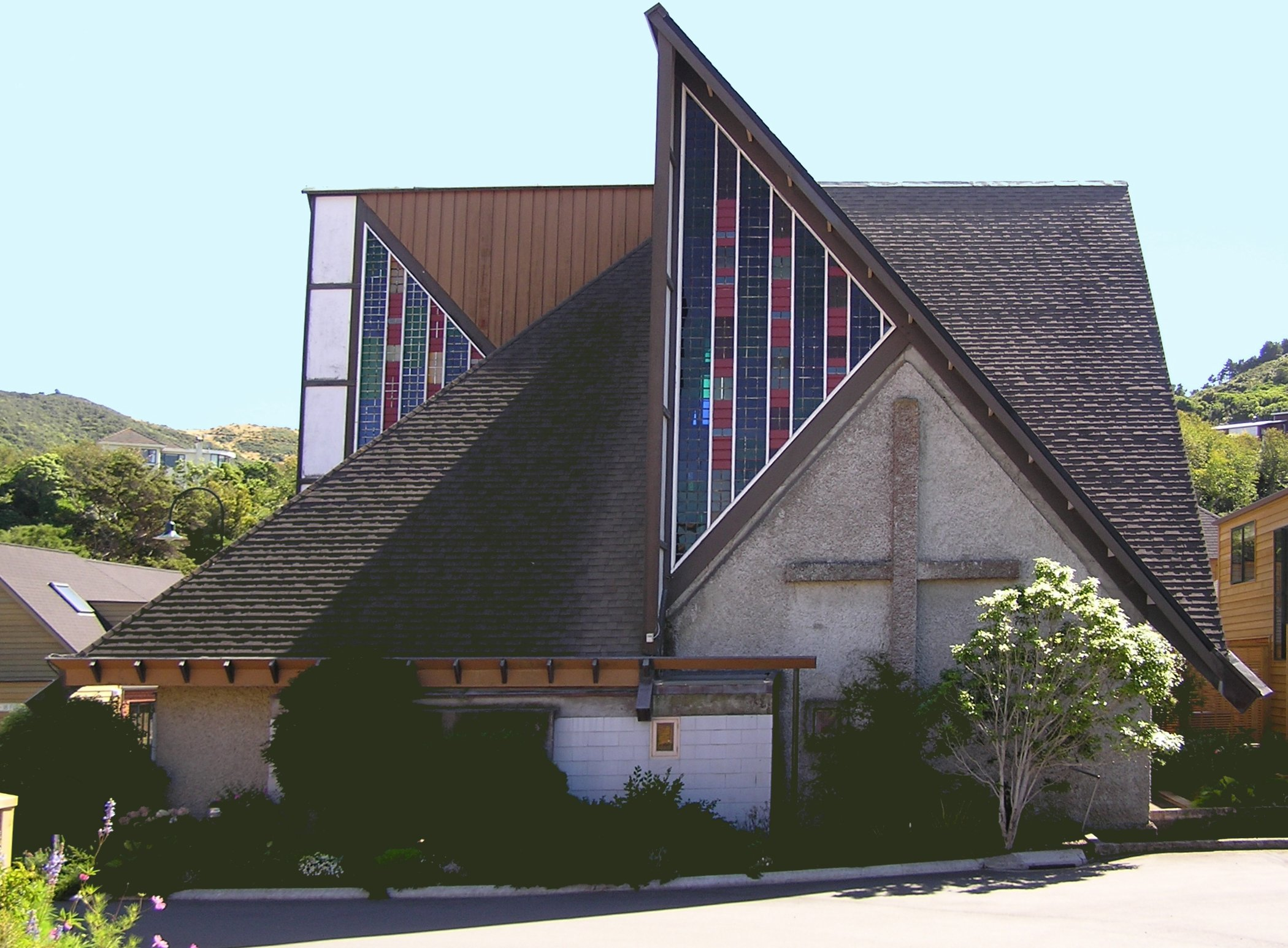
The iconic Capilla Futuna, Wellington, La emblemática Capilla Futuna, Wellington, fue construida en la década de 1960 y marcó una desviación de la arquitectura tradicional de la iglesia además de ser una Iglesia católica.

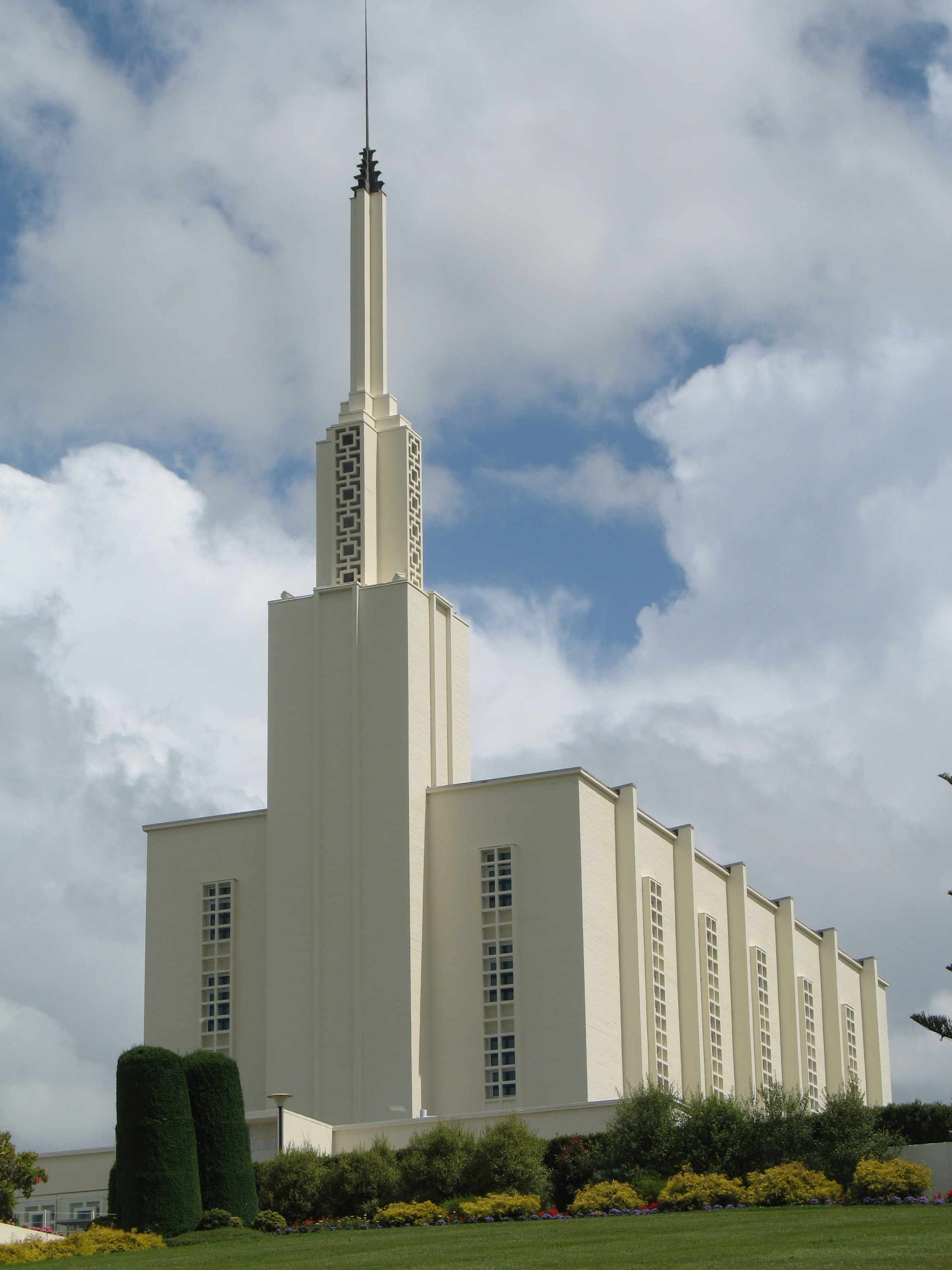
El Templo de Hamilton, Nueva Zelanda,

Los primeros servicios cristianos realizados en Nueva Zelanda fueron realizados por el padre Paul-Antoine Léonard de Villefeix, capellán dominico en el barco Saint Jean Baptiste, comandado por el navegante y explorador francés Jean-François-Marie de Surville. Villefeix fue el primer ministro cristiano en pisar Nueva Zelanda, y celebró la misa cerca de Whatuwhiwhi en Doubtless Bay el día de Navidad en 1769. Según los informes, también dirigió oraciones por los enfermos el día anterior y realizó entierros cristianos.
Los primeros misioneros cristianos en establecer ministerios permanentes llegaron a Nueva Zelanda a principios del siglo XIX. La Church Mission Society, una organización anglicana, estableció una presencia en Nueva Zelanda en 1814,  con el permiso y la protección del jefe de Ngā Puhi, Ruatara. Esta expedición fue dirigida por Samuel Marsden. Misioneros posteriores trajeron otras denominaciones religiosas: Jean Baptiste Pompallier jugó un papel importante en el establecimiento de la Iglesia Católica en Nueva Zelanda. El presbiterianismo fue llevado a Nueva Zelanda en gran parte por los colonos escoceses. Los maoríes también crearon sus propias formas de cristianismo, siendo Ratana y Ringatu las más grandes.
Las Hermanas de la Misericordia llegaron a Auckland en 1850 y fueron la primera orden de hermanas religiosas en venir a Nueva Zelanda y comenzaron a trabajar en el cuidado de la salud y la educación. [6] Bajo la dirección de Mary MacKillop (Santa María de la Cruz), las Hermanas de San José del Sagrado Corazón llegaron a Nueva Zelanda y establecieron escuelas. En 1892, Suzanne Aubert estableció las Hermanas de la Compasión, la primera orden católica establecida en Nueva Zelanda para las mujeres. La Iglesia Anglicana en Nueva Zelanda la reconoce como una persona santa y en 1997 la Conferencia Episcopal Católica de Nueva Zelanda acordó apoyar la "Introducción de la Causa de Suzanne Aubert", para comenzar el proceso de consideración de su canonización como santa por parte de la Iglesia Católica.
Aunque hubo cierta hostilidad entre católicos y protestantes en el siglo XIX y principios del XX, esto disminuyó después de la década de 1920. Los grupos sectarios como la Orden de Orange continúan existiendo en Nueva Zelanda, pero ahora son prácticamente invisibles. El primer primer ministro católico de Nueva Zelanda, Joseph Ward, asumió el cargo en 1906. La fundación del Consejo Nacional de Iglesias (NCC) en 1941 marcó las relaciones positivas entre los cristianos de Nueva Zelanda. El NCC fue una voz importante de las iglesias en los asuntos nacionales. Fue reemplazado en 1988 por un nuevo cuerpo ecuménico que incluía católicos: la Conferencia de Iglesias en Aotearoa, Nueva Zelanda (CCANZ) que terminó en 2005. Ahora hay muy poco sectarismo en Nueva Zelanda y varias iglesias cooperan comúnmente en temas de interés común, además de existir varios organismos ecuménicos que promueven la cooperación entre cristianos.
Después de la llegada de un gran número de inmigrantes europeos (la mayoría de los cuales eran británicos), los maoríes adoptaron con entusiasmo el cristianismo a principios del siglo XIX, y hasta la fecha, la oración cristiana (karakia) es la forma esperada de comenzar y terminar las reuniones públicas maoríes de muchos tipos. El cristianismo se convirtió en la principal religión del país, con los anglicanos, católicos y presbiterianas estableciéndose firmemente. La llegada de otros grupos de inmigrantes hizo poco para cambiar esto, ya que los isleños del Pacífico y otros grupos étnicos principalmente cristianos dominaron la inmigración hasta la década de 1970. 
En las décadas siguientes, el cristianismo disminuyó algo en términos porcentuales, principalmente debido a que las personas se declararon a sí mismas que no tenían religión, así como al crecimiento de las religiones no cristianas. Las cinco denominaciones cristianas más grandes en 2001 siguieron siendo las más grandes en 2006. Las denominaciones católicas y metodistas aumentaron, pero la denominación anglicana, la denominación presbiteriana, de congregación y reformada, y las denominaciones cristianas indefinidas disminuyeron. Mientras que los grupos más pequeños, hubo un aumento porcentual mayor en las afiliaciones con otras denominaciones cristianas entre 2001 y 2006: las religiones cristianas ortodoxas aumentaron en un 37.8 por ciento, la afiliación con las religiones evangélicas, nacidas de nuevo y fundamentalistas aumentó en un 25.6 por ciento, y la afiliación con las religiones pentecostales aumentó en un 17.8 por ciento
A pesar de la fuerte afiliación al cristianismo por parte de los neozelandeses a lo largo de la historia del país, la asistencia a la iglesia en Nueva Zelanda nunca ha sido alta en comparación con otras naciones occidentales. La investigación realizada por la Sociedad Bíblica de Nueva Zelanda en 2008 indicó que el 15% de los neozelandeses asisten a la iglesia al menos una vez a la semana, y el 20% asiste al menos una vez al mes.
Según el censo de 2018, el 10,1% son católicos, el 6,8% son anglicanos , el 6,6% son cristianos indefinidos, el 5,2% son presbiterianos , el 1,3% son cristianos maoríes y el 8,6% siguen otras denominaciones cristianas

## Hinduismo
El hinduismo es la segunda religión más grande en Nueva Zelanda después del cristianismo, con más de 123,000 adherentes según el censo de 2018, que constituye el 2.63% de la población de Nueva Zelanda . El número de hindúes en Nueva Zelanda creció modestamente después de la década de 1990 cuando las leyes de inmigración fue cambiado.
Según una encuesta realizada por la Victoria University Wellington en 2019, los neozelandeses creen que los hindúes son más confiables que los ateos, protestantes, musulmanes, católicos y evangélicos. Alrededor del 28.3 por ciento de los neozelandeses tienen total o mucha confianza en los hindúes. [43] Los hindúes también tienen algunos de los niveles educativos más altos en Nueva Zelanda